# Señor Oscuro Viento
Viento Oscuro (Dark Wind), también conocido el Lord Viento Oscuro (Lord Black Wind), y cuyo nombre es el del Profesor Kenji Oyama, es un personaje ficticio que aparece en los cómics estadounidenses publicados por Marvel Comics. Es el padre de la supervillana de los X-Men, Lady Deathstrike (Dama Mortal) y Lord Deathstrike e inventor del proceso de unión de adamantium.

## Historial de publicaciones
El personaje apareció por primera vez en Daredevil # 196 (julio de 1983). Fue creado por Denny O'Neil, Larry Hama y Klaus Jensen.

## Biografía del personaje ficticio
El profesor Kenji Oyama era un científico japonés que también era un poderoso señor del crimen conocido como Señor Oscuro Viento. Kenji es famoso por inventar el proceso de unión adamantium al hueso que se usaría en Wolverine, Bullseye y otros. También es el padre de Yuriko Oyama, la mujer que más tarde se convertiría en Lady Deathstrike y Lord Deathstrike.
Un Piloto kamikaze japonés durante la Segunda Guerra Mundial, las bombas en su avión no explotaron cuando se estrelló contra un portaaviones estadounidense, y sobrevivió milagrosamente, aunque su cara estaba horriblemente cicatrizada. Escribió un libro sobre sus experiencias e hizo una fortuna con sus ventas, que utilizó para comprar una isla privada y establecerse como un señor. Durante este tiempo se casó y tuvo tres hijos. Sintiéndose avergonzado por su fracaso décadas antes, adornó permanentemente su rostro con una capucha negra y marcó las caras de sus hijos en un diseño ritual. Viendo el mercantilismo como inherentemente deshonroso, comenzó a financiar actividades políticas violentas y ordenó a sus dos hijos que asesinaran al primer ministro japonés; murieron en el intento.
Con la intención de emplear al asesino Bullseye, lo liberó de la prisión y realizó cirugías para reemplazar el hueso dañado en sus vértebras con adamantium. Daredevil persiguió a Bullseye a su propiedad. Su hija Yuriko se alió con Daredevil. Para liberar a su amante, Kiro, de la servidumbre de su padre, y vengarse por sus cicatrices y la muerte de sus dos hermanos, ella mató a Señor Oscuro Viento. Yuriko más tarde abrazaría tardíamente los ideales de su padre y emprendería una búsqueda para localizar a la persona que lo deshonró.
Durante la historia de "Hunt for Wolverine", Lady Deathstrike, Sabretooth y Daken se abren paso entre zombis y soldados de Soteira Killteam Nine para llegar a la estación de energía donde se encuentra un dispositivo verde brillante que se sospecha que es responsable del brote de zombis. Lady Deathstrike descubre que uno de los soldados es una versión resucitada de su padre. Después de que Señor Oscuro Viento apuñala a Lady Deathstrike, Daken lucha contra él hasta que lo apuñalan también. Sabretooth aleja el cuerpo derrotado de Daken de Señor Oscuro Viento. Lady Deathstrike se recupera y continúa su lucha contra su padre hasta que él le corta la mano izquierda. Después de apuñalar a Señor Oscuro Viento en el cuello, Lady Deathstrike descubre que el adamantium que estaban rastreando era su espada adamantium.

## En otros medios

### Televisión
- En el episodio de X-Men "Fuera del pasado", el Profesor Thorton del proyecto Arma-X menciona que el proceso de unión de adamantium fue desarrollado por el Profesor Oyama. Oyama fue evidentemente asesinado durante el alboroto de Wolverine a través de las instalaciones de Arma-X, lo que provocó que Lady Deathstrike buscara venganza.
- El Dr. Oyama aparece al final de la temporada 3 de Daredevil interpretado por Glenn Kubota. Se lo ve operando a Ben Poindexter después de que su columna vertebral es fracturada. Oyama le explica a su asistente que la columna está hecha de acero "cogmium", sin saber que su paciente está despierto.[9]

### Videojuegos
Señor Oscuro Viento es mencionado por Yuriko en el juego X2: Wolverine's Revenge.